# Dubaï Tour 2017
La 4e édition du Dubaï Tour a eu lieu du 31 janvier au 4 février 2017. Elle fait partie du calendrier UCI Asia Tour 2017 en catégorie 2.HC.

## Présentation

### Équipes
| WorldTeams (10)- Astana - Bahrain-Merida - BMC Racing Team - Dimension Data - Lotto NL-Jumbo - Movistar Team - Quick-Step Floors - Sky - Trek-Segafredo - UAE Abu Dhabi Équipes continentales professionnelles (4)- Aqua Blue Sport - Bardiani CSF - Novo Nordisk - Wilier Triestina-Selle Italia Équipe continentale- ONE Pro Cycling Équipe nationale- Émirats arabes unis |
| |

## Étapes
| Étape     | Date     | Villes étapes          | type            | Distance (km) | Vainqueur d'étape | Leader du classement général |
| --------- | -------- | ---------------------- | --------------- | ------------- | ----------------- | ---------------------------- |
| 1re étape | 31 janv. | Dubaï – Palm Jumeirah  | étape de plaine | 181           | Marcel Kittel     | Marcel Kittel                |
| 2e étape  | 1 fév.   | Dubaï – Ras el Khaïmah | étape de plaine | 188           | Marcel Kittel     | Marcel Kittel                |
| 3e étape  | 2 fév.   | Dubaï – Fujaïrah       | étape de plaine | 200           | John Degenkolb    | Marcel Kittel                |
| 4e étape  | 3 fév.   | Dubaï – Hatta          | étape vallonnée | 109           | Étape annulée     | Marcel Kittel                |
| 5e étape  | 4 fév.   | Dubaï – Dubaï          | étape de plaine | 124           | Marcel Kittel     | Marcel Kittel                |

## Déroulement de la course

### 1reétape
| \| Classement de l'étape \| Classement de l'étape \| Classement de l'étape \| Classement de l'étape \| Classement de l'étape \| \| Coureur \| Coureur \| Pays \| Équipe \| Temps \| \| --------------------- \| --------------------- \| --------------------- \| --------------------- \| --------------------- \| \| 1er \| Marcel Kittel \| Allemagne \| Quick-Step Floors \| 4 h 06 min 33 s \| \| 2e \| Dylan Groenewegen \| Pays-Bas \| LottoNL-Jumbo \| + 0 s \| \| 3e \| Mark Cavendish \| Royaume-Uni \| Dimension Data \| + 0 s \| \| 4e \| John Degenkolb \| Allemagne \| Trek-Segafredo \| + 0 s \| \| 5e \| Sacha Modolo \| Italie \| UAE Abu Dhabi \| + 0 s \| \| 6e \| Elia Viviani \| Italie \| Team Sky \| + 0 s \| \| 7e \| Jempy Drucker \| Luxembourg \| BMC Racing Team \| + 0 s \| \| 8e \| Simone Consonni \| Italie \| UAE Abu Dhabi \| + 0 s \| \| 9e \| Steele Von Hoff \| Australie \| ONE Pro Cycling \| + 0 s \| \| 10e \| Adam Blythe \| Royaume-Uni \| Aqua Blue Sport \| + 0 s \| |                   |             |                   |                 |
| |                   |             |                   |                 |
| Source : ProCyclingStats |                   |             |                   |                 |
| Classement de l'étape |                   |             |                   |                 |
| Coureur | Coureur           | Pays        | Équipe            | Temps           |
| 1er | Marcel Kittel     | Allemagne   | Quick-Step Floors | 4 h 06 min 33 s |
| 2e | Dylan Groenewegen | Pays-Bas    | LottoNL-Jumbo     | + 0 s           |
| 3e | Mark Cavendish    | Royaume-Uni | Dimension Data    | + 0 s           |
| 4e | John Degenkolb    | Allemagne   | Trek-Segafredo    | + 0 s           |
| 5e | Sacha Modolo      | Italie      | UAE Abu Dhabi     | + 0 s           |
| 6e | Elia Viviani      | Italie      | Team Sky          | + 0 s           |
| 7e | Jempy Drucker     | Luxembourg  | BMC Racing Team   | + 0 s           |
| 8e | Simone Consonni   | Italie      | UAE Abu Dhabi     | + 0 s           |
| 9e | Steele Von Hoff   | Australie   | ONE Pro Cycling   | + 0 s           |
| 10e | Adam Blythe       | Royaume-Uni | Aqua Blue Sport   | + 0 s           |

| \| Classement général \| Classement général \| Classement général \| Classement général \| Classement général \| \| Coureur \| Coureur \| Pays \| Équipe \| Temps \| \| ------------------ \| ------------------ \| ------------------ \| ------------------ \| ------------------ \| \| 1er \| Marcel Kittel \| Allemagne \| Quick-Step Floors \| 4 h 06 min 23 s \| \| 2e \| Nicola Boem \| Italie \| Bardiani CSF \| + 3 s \| \| 3e \| Dylan Groenewegen \| Pays-Bas \| LottoNL-Jumbo \| + 4 s \| \| 4e \| Thomas Stewart \| Royaume-Uni \| ONE Pro Cycling \| + 4 s \| \| 5e \| Mark Cavendish \| Royaume-Uni \| Dimension Data \| + 6 s \| \| 6e \| Silvan Dillier \| Suisse \| BMC Racing Team \| + 6 s \| \| 7e \| John Degenkolb \| Allemagne \| Trek-Segafredo \| + 10 s \| \| 8e \| Sacha Modolo \| Italie \| UAE Abu Dhabi \| + 10 s \| \| 9e \| Elia Viviani \| Italie \| Team Sky \| + 10 s \| \| 10e \| Jempy Drucker \| Luxembourg \| BMC Racing Team \| + 10 s \| |                   |             |                   |                 |
| |                   |             |                   |                 |
| Source : ProCyclingStats |                   |             |                   |                 |
| Classement général |                   |             |                   |                 |
| Coureur | Coureur           | Pays        | Équipe            | Temps           |
| 1er | Marcel Kittel     | Allemagne   | Quick-Step Floors | 4 h 06 min 23 s |
| 2e | Nicola Boem       | Italie      | Bardiani CSF      | + 3 s           |
| 3e | Dylan Groenewegen | Pays-Bas    | LottoNL-Jumbo     | + 4 s           |
| 4e | Thomas Stewart    | Royaume-Uni | ONE Pro Cycling   | + 4 s           |
| 5e | Mark Cavendish    | Royaume-Uni | Dimension Data    | + 6 s           |
| 6e | Silvan Dillier    | Suisse      | BMC Racing Team   | + 6 s           |
| 7e | John Degenkolb    | Allemagne   | Trek-Segafredo    | + 10 s          |
| 8e | Sacha Modolo      | Italie      | UAE Abu Dhabi     | + 10 s          |
| 9e | Elia Viviani      | Italie      | Team Sky          | + 10 s          |
| 10e | Jempy Drucker     | Luxembourg  | BMC Racing Team   | + 10 s          |

### 2eétape
| \| Classement de l'étape \| Classement de l'étape \| Classement de l'étape \| Classement de l'étape \| Classement de l'étape \| \| Coureur \| Coureur \| Pays \| Équipe \| Temps \| \| --------------------- \| --------------------- \| --------------------- \| ----------------------------- \| --------------------- \| \| 1er \| Marcel Kittel \| Allemagne \| Quick-Step Floors \| 4 h 25 min 33 s \| \| 2e \| Dylan Groenewegen \| Pays-Bas \| LottoNL-Jumbo \| + 0 s \| \| 3e \| Jakub Mareczko \| Italie \| Wilier Triestina-Selle Italia \| + 0 s \| \| 4e \| John Degenkolb \| Allemagne \| Trek-Segafredo \| + 0 s \| \| 5e \| Sacha Modolo \| Italie \| UAE Abu Dhabi \| + 0 s \| \| 6e \| Juan José Lobato \| Espagne \| LottoNL-Jumbo \| + 0 s \| \| 7e \| Mark Cavendish \| Royaume-Uni \| Dimension Data \| + 0 s \| \| 8e \| Riccardo Minali \| Italie \| Astana \| + 0 s \| \| 9e \| Marco Maronese \| Italie \| Bardiani CSF \| + 0 s \| \| 10e \| Adam Blythe \| Royaume-Uni \| Aqua Blue Sport \| + 0 s \| |                   |             |                               |                 |
| |                   |             |                               |                 |
| Source : ProCyclingStats |                   |             |                               |                 |
| Classement de l'étape |                   |             |                               |                 |
| Coureur | Coureur           | Pays        | Équipe                        | Temps           |
| 1er | Marcel Kittel     | Allemagne   | Quick-Step Floors             | 4 h 25 min 33 s |
| 2e | Dylan Groenewegen | Pays-Bas    | LottoNL-Jumbo                 | + 0 s           |
| 3e | Jakub Mareczko    | Italie      | Wilier Triestina-Selle Italia | + 0 s           |
| 4e | John Degenkolb    | Allemagne   | Trek-Segafredo                | + 0 s           |
| 5e | Sacha Modolo      | Italie      | UAE Abu Dhabi                 | + 0 s           |
| 6e | Juan José Lobato  | Espagne     | LottoNL-Jumbo                 | + 0 s           |
| 7e | Mark Cavendish    | Royaume-Uni | Dimension Data                | + 0 s           |
| 8e | Riccardo Minali   | Italie      | Astana                        | + 0 s           |
| 9e | Marco Maronese    | Italie      | Bardiani CSF                  | + 0 s           |
| 10e | Adam Blythe       | Royaume-Uni | Aqua Blue Sport               | + 0 s           |

| \| Classement général \| Classement général \| Classement général \| Classement général \| Classement général \| \| Coureur \| Coureur \| Pays \| Équipe \| Temps \| \| ------------------ \| ------------------ \| ------------------- \| ----------------------------- \| ------------------ \| \| 1er \| Marcel Kittel \| Allemagne \| Quick-Step Floors \| 8 h 31 min 46 s \| \| 2e \| Dylan Groenewegen \| Pays-Bas \| LottoNL-Jumbo \| + 8 s \| \| 3e \| Nicola Boem \| Italie \| Bardiani CSF \| + 13 s \| \| 4e \| Jempy Drucker \| Luxembourg \| BMC Racing Team \| + 14 s \| \| 5e \| Thomas Stewart \| Royaume-Uni \| ONE Pro Cycling \| + 14 s \| \| 6e \| Mark Cavendish \| Royaume-Uni \| Dimension Data \| + 16 s \| \| 7e \| Jakub Mareczko \| Italie \| Wilier Triestina-Selle Italia \| + 16 s \| \| 8e \| Yousif Mirza \| Émirats arabes unis \| UAE Abu Dhabi \| + 16 s \| \| 9e \| Silvan Dillier \| Suisse \| BMC Racing Team \| + 16 s \| \| 10e \| Peter Williams \| Royaume-Uni \| ONE Pro Cycling \| + 19 s \| |                   |                     |                               |                 |
| |                   |                     |                               |                 |
| Source : ProCyclingStats |                   |                     |                               |                 |
| Classement général |                   |                     |                               |                 |
| Coureur | Coureur           | Pays                | Équipe                        | Temps           |
| 1er | Marcel Kittel     | Allemagne           | Quick-Step Floors             | 8 h 31 min 46 s |
| 2e | Dylan Groenewegen | Pays-Bas            | LottoNL-Jumbo                 | + 8 s           |
| 3e | Nicola Boem       | Italie              | Bardiani CSF                  | + 13 s          |
| 4e | Jempy Drucker     | Luxembourg          | BMC Racing Team               | + 14 s          |
| 5e | Thomas Stewart    | Royaume-Uni         | ONE Pro Cycling               | + 14 s          |
| 6e | Mark Cavendish    | Royaume-Uni         | Dimension Data                | + 16 s          |
| 7e | Jakub Mareczko    | Italie              | Wilier Triestina-Selle Italia | + 16 s          |
| 8e | Yousif Mirza      | Émirats arabes unis | UAE Abu Dhabi                 | + 16 s          |
| 9e | Silvan Dillier    | Suisse              | BMC Racing Team               | + 16 s          |
| 10e | Peter Williams    | Royaume-Uni         | ONE Pro Cycling               | + 19 s          |

### 3eétape
| \| Classement de l'étape \| Classement de l'étape \| Classement de l'étape \| Classement de l'étape \| Classement de l'étape \| \| Coureur \| Coureur \| Pays \| Équipe \| Temps \| \| --------------------- \| --------------------------- \| --------------------- \| --------------------- \| --------------------- \| \| 1er \| John Degenkolb \| Allemagne \| Trek-Segafredo \| 4 h 03 min 08 s \| \| 2e \| Reinardt Janse van Rensburg \| Afrique du Sud \| Dimension Data \| + 0 s \| \| 3e \| Sonny Colbrelli \| Italie \| Bahrain-Merida \| + 0 s \| \| 4e \| Juan José Lobato \| Espagne \| LottoNL-Jumbo \| + 0 s \| \| 5e \| Riccardo Minali \| Italie \| Astana \| + 0 s \| \| 6e \| Jempy Drucker \| Luxembourg \| BMC Racing Team \| + 0 s \| \| 7e \| Elia Viviani \| Italie \| Team Sky \| + 0 s \| \| 8e \| Dylan Groenewegen \| Pays-Bas \| LottoNL-Jumbo \| + 0 s \| \| 9e \| Adam Blythe \| Royaume-Uni \| Aqua Blue Sport \| + 0 s \| \| 10e \| Daniele Bennati \| Italie \| Movistar Team \| + 0 s \| |                             |                |                 |                 |
| |                             |                |                 |                 |
| Source : ProCyclingStats |                             |                |                 |                 |
| Classement de l'étape |                             |                |                 |                 |
| Coureur | Coureur                     | Pays           | Équipe          | Temps           |
| 1er | John Degenkolb              | Allemagne      | Trek-Segafredo  | 4 h 03 min 08 s |
| 2e | Reinardt Janse van Rensburg | Afrique du Sud | Dimension Data  | + 0 s           |
| 3e | Sonny Colbrelli             | Italie         | Bahrain-Merida  | + 0 s           |
| 4e | Juan José Lobato            | Espagne        | LottoNL-Jumbo   | + 0 s           |
| 5e | Riccardo Minali             | Italie         | Astana          | + 0 s           |
| 6e | Jempy Drucker               | Luxembourg     | BMC Racing Team | + 0 s           |
| 7e | Elia Viviani                | Italie         | Team Sky        | + 0 s           |
| 8e | Dylan Groenewegen           | Pays-Bas       | LottoNL-Jumbo   | + 0 s           |
| 9e | Adam Blythe                 | Royaume-Uni    | Aqua Blue Sport | + 0 s           |
| 10e | Daniele Bennati             | Italie         | Movistar Team   | + 0 s           |

| \| Classement général \| Classement général \| Classement général \| Classement général \| Classement général \| \| Coureur \| Coureur \| Pays \| Équipe \| Temps \| \| ------------------ \| --------------------------- \| ------------------ \| ----------------------------- \| ------------------ \| \| 1er \| Marcel Kittel \| Allemagne \| Quick-Step Floors \| 12 h 34 min 54 s \| \| 2e \| Dylan Groenewegen \| Pays-Bas \| LottoNL-Jumbo \| + 8 s \| \| 3e \| John Degenkolb \| Allemagne \| Trek-Segafredo \| + 10 s \| \| 4e \| Nicola Boem \| Italie \| Bardiani CSF \| + 13 s \| \| 5e \| Jempy Drucker \| Luxembourg \| BMC Racing Team \| + 14 s \| \| 6e \| Reinardt Janse van Rensburg \| Afrique du Sud \| Dimension Data \| + 14 s \| \| 7e \| Alex Dowsett \| Royaume-Uni \| Movistar Team \| + 14 s \| \| 8e \| Thomas Stewart \| Royaume-Uni \| ONE Pro Cycling \| + 14 s \| \| 9e \| Jakub Mareczko \| Italie \| Wilier Triestina-Selle Italia \| + 16 s \| \| 10e \| Mark Cavendish \| Royaume-Uni \| Dimension Data \| + 16 s \| |                             |                |                               |                  |
| |                             |                |                               |                  |
| Source : ProCyclingStats |                             |                |                               |                  |
| Classement général |                             |                |                               |                  |
| Coureur | Coureur                     | Pays           | Équipe                        | Temps            |
| 1er | Marcel Kittel               | Allemagne      | Quick-Step Floors             | 12 h 34 min 54 s |
| 2e | Dylan Groenewegen           | Pays-Bas       | LottoNL-Jumbo                 | + 8 s            |
| 3e | John Degenkolb              | Allemagne      | Trek-Segafredo                | + 10 s           |
| 4e | Nicola Boem                 | Italie         | Bardiani CSF                  | + 13 s           |
| 5e | Jempy Drucker               | Luxembourg     | BMC Racing Team               | + 14 s           |
| 6e | Reinardt Janse van Rensburg | Afrique du Sud | Dimension Data                | + 14 s           |
| 7e | Alex Dowsett                | Royaume-Uni    | Movistar Team                 | + 14 s           |
| 8e | Thomas Stewart              | Royaume-Uni    | ONE Pro Cycling               | + 14 s           |
| 9e | Jakub Mareczko              | Italie         | Wilier Triestina-Selle Italia | + 16 s           |
| 10e | Mark Cavendish              | Royaume-Uni    | Dimension Data                | + 16 s           |

### 4eétape
- Étape annulée en raison des conditions climatiques

### 5eétape
| \| Classement de l'étape \| Classement de l'étape \| Classement de l'étape \| Classement de l'étape \| Classement de l'étape \| \| Coureur \| Coureur \| Pays \| Équipe \| Temps \| \| --------------------- \| --------------------- \| --------------------- \| --------------------- \| --------------------- \| \| 1er \| Marcel Kittel \| Allemagne \| Quick-Step Floors \| 2 h 34 min 12 s \| \| 2e \| Elia Viviani \| Italie \| Team Sky \| + 0 s \| \| 3e \| Riccardo Minali \| Italie \| Astana \| + 0 s \| \| 4e \| Mark Cavendish \| Royaume-Uni \| Dimension Data \| + 0 s \| \| 5e \| John Degenkolb \| Allemagne \| Trek-Segafredo \| + 0 s \| \| 6e \| Sacha Modolo \| Italie \| UAE Abu Dhabi \| + 0 s \| \| 7e \| Jempy Drucker \| Luxembourg \| BMC Racing Team \| + 0 s \| \| 8e \| Paolo Simion \| Italie \| Bardiani CSF \| + 0 s \| \| 9e \| Sonny Colbrelli \| Italie \| Bahrain-Merida \| + 0 s \| \| 10e \| Dylan Groenewegen \| Pays-Bas \| LottoNL-Jumbo \| + 0 s \| |                   |             |                   |                 |
| |                   |             |                   |                 |
| Source : ProCyclingStats |                   |             |                   |                 |
| Classement de l'étape |                   |             |                   |                 |
| Coureur | Coureur           | Pays        | Équipe            | Temps           |
| 1er | Marcel Kittel     | Allemagne   | Quick-Step Floors | 2 h 34 min 12 s |
| 2e | Elia Viviani      | Italie      | Team Sky          | + 0 s           |
| 3e | Riccardo Minali   | Italie      | Astana            | + 0 s           |
| 4e | Mark Cavendish    | Royaume-Uni | Dimension Data    | + 0 s           |
| 5e | John Degenkolb    | Allemagne   | Trek-Segafredo    | + 0 s           |
| 6e | Sacha Modolo      | Italie      | UAE Abu Dhabi     | + 0 s           |
| 7e | Jempy Drucker     | Luxembourg  | BMC Racing Team   | + 0 s           |
| 8e | Paolo Simion      | Italie      | Bardiani CSF      | + 0 s           |
| 9e | Sonny Colbrelli   | Italie      | Bahrain-Merida    | + 0 s           |
| 10e | Dylan Groenewegen | Pays-Bas    | LottoNL-Jumbo     | + 0 s           |

## Classements finals

### Classement général final
.
| \| Classement général \| Classement général \| Classement général \| Classement général \| Classement général \| \| Coureur \| Coureur \| Pays \| Équipe \| Temps \| \| ------------------ \| --------------------------- \| ------------------ \| ------------------ \| ------------------ \| \| 1er \| Marcel Kittel \| Allemagne \| Quick-Step Floors \| 15 h 08 min 56 s \| \| 2e \| Dylan Groenewegen \| Pays-Bas \| LottoNL-Jumbo \| + 18 s \| \| 3e \| John Degenkolb \| Allemagne \| Trek-Segafredo \| + 20 s \| \| 4e \| Jempy Drucker \| Luxembourg \| BMC Racing Team \| + 24 s \| \| 5e \| Elia Viviani \| Italie \| Team Sky \| + 24 s \| \| 6e \| Thomas Stewart \| Royaume-Uni \| ONE Pro Cycling \| + 24 s \| \| 7e \| Riccardo Minali \| Italie \| Astana \| + 26 s \| \| 8e \| Mark Cavendish \| Royaume-Uni \| Dimension Data \| + 26 s \| \| 9e \| Reinardt Janse van Rensburg \| Afrique du Sud \| Dimension Data \| + 27 s \| \| 10e \| Alex Dowsett \| Royaume-Uni \| Movistar Team \| + 27 s \| |                             |                |                   |                  |
| |                             |                |                   |                  |
| Source : ProCyclingStats |                             |                |                   |                  |
| Classement général |                             |                |                   |                  |
| Coureur | Coureur                     | Pays           | Équipe            | Temps            |
| 1er | Marcel Kittel               | Allemagne      | Quick-Step Floors | 15 h 08 min 56 s |
| 2e | Dylan Groenewegen           | Pays-Bas       | LottoNL-Jumbo     | + 18 s           |
| 3e | John Degenkolb              | Allemagne      | Trek-Segafredo    | + 20 s           |
| 4e | Jempy Drucker               | Luxembourg     | BMC Racing Team   | + 24 s           |
| 5e | Elia Viviani                | Italie         | Team Sky          | + 24 s           |
| 6e | Thomas Stewart              | Royaume-Uni    | ONE Pro Cycling   | + 24 s           |
| 7e | Riccardo Minali             | Italie         | Astana            | + 26 s           |
| 8e | Mark Cavendish              | Royaume-Uni    | Dimension Data    | + 26 s           |
| 9e | Reinardt Janse van Rensburg | Afrique du Sud | Dimension Data    | + 27 s           |
| 10e | Alex Dowsett                | Royaume-Uni    | Movistar Team     | + 27 s           |

## Liste des participants
| Légende                          | Légende                                                                                                  | Légende                                | Légende                                                                                                  |
| -------------------------------- | --- | -------------------------------------- | --- |
| Num                              | Dossard de départ porté par le coureur sur ce Dubaï Tour                                                 | Pos                                    | Position finale au classement général                                                                    |
| Leader du classement général     | Indique le vainqueur du classement général                                                               | Leader du classement par points        | Indique le vainqueur du classement par points                                                            |
| Leader du classement des sprints | Indique le vainqueur du classement des sprints                                                           | Leader du classement du meilleur jeune | Indique le vainqueur du classement du meilleur jeune                                                     |
|                                  | Indique un maillot de champion national ou mondial, suivi de sa spécialité                               | NP                                     | Indique un coureur qui n'a pas pris le départ d'une étape, suivi du numéro de l'étape où il s'est retiré |
| AB                               | Indique un coureur qui n'a pas terminé une étape, suivi du numéro de l'étape où il s'est retiré          | HD                                     | Indique un coureur qui a terminé une étape hors des délais, suivi du numéro de l'étape                   |
| *                                | Indique un coureur en lice pour le classement du meilleur jeune (coureurs nés après le 1er janvier 1993) |                                        | |

| Quick-Step Floors QST | Quick-Step Floors QST                         | Quick-Step Floors QST |
| --------------------- | --------------------------------------------- | --------------------- |
| Num                   | Coureur                                       | Pos                   |
| 1                     | Marcel Kittel (GER)                           | e                     |
| 2                     | Julian Alaphilippe (FRA)                      | e                     |
| 3                     | Bob Jungels (LUX) (Route et Contre-la-montre) | e                     |
| 4                     | Davide Martinelli (ITA)                       | e                     |
| 5                     | Fabio Sabatini (ITA)                          | e                     |
| 6                     | Maximilian Schachmann (GER)                   | e                     |
| 7                     | Matteo Trentin (ITA)                          | e                     |
| 8                     | Julien Vermote (BEL)                          | e                     |
| Directeur sportif :   |                                               |                       |

| Aqua Blue Sport ABS | Aqua Blue Sport ABS        | Aqua Blue Sport ABS |
| ------------------- | -------------------------- | ------------------- |
| Num                 | Coureur                    | Pos                 |
| 11                  | Matthew Brammeier (IRL)    | e                   |
| 12                  | Adam Blythe (GBR) (Route)  | e                   |
| 13                  | Mark Christian (GBR)       | e                   |
| 14                  | Stefan Denifl (AUT)        | DSQ                 |
| 15                  | Andrew Fenn (GBR)          | e                   |
| 16                  |                            |                     |
| 17                  | Lars Petter Nordhaug (NOR) | AB-1                |
| 18                  | Daniel Pearson (GBR)       | e                   |
| Directeur sportif : |                            |                     |

| Astana AST          | Astana AST                               | Astana AST |
| ------------------- | ---------------------------------------- | ---------- |
| Num                 | Coureur                                  | Pos        |
| 21                  | Zhandos Bizhigitov (KAZ)                 | e          |
| 22                  | Laurens De Vreese (BEL)                  | e          |
| 23                  | Andriy Grivko (UKR)                      | DSQ-3      |
| 24                  | Dmitriy Gruzdev (KAZ) (Contre-la-montre) | e          |
| 25                  | Truls Engen Korsæth (NOR)                | e          |
| 26                  | Arman Kamyshev (KAZ) (Route)             | e          |
| 27                  | Riccardo Minali (ITA)                    | e          |
| 28                  | Ruslan Tleubayev (KAZ)                   | e          |
| Directeur sportif : |                                          |            |

| Bahrain-Merida TBM  | Bahrain-Merida TBM      | Bahrain-Merida TBM |
| ------------------- | ----------------------- | ------------------ |
| Num                 | Coureur                 | Pos                |
| 31                  | Sonny Colbrelli (ITA)   | e                  |
| 32                  | Grega Bole (SLO)        | e                  |
| 33                  | Borut Božič (SLO)       | e                  |
| 34                  | Chun Kai Feng (TPE)     | e                  |
| 35                  | Enrico Gasparotto (ITA) | e                  |
| 36                  | Iván García (ESP)       | e                  |
| 37                  | David Per (SLO)         | e                  |
| 38                  | Luka Pibernik (SLO)     | e                  |
| Directeur sportif : |                         |                    |

| Bardiani CSF BRD    | Bardiani CSF BRD         | Bardiani CSF BRD |
| ------------------- | ------------------------ | ---------------- |
| Num                 | Coureur                  | Pos              |
| 41                  | Simone Andreetta (ITA)   | e                |
| 42                  | Enrico Barbin (ITA)      | e                |
| 43                  | Nicola Boem (ITA)        | e                |
| 44                  | Marco Maronese (ITA)     | e                |
| 45                  | Paolo Simion (ITA)       | e                |
| 46                  | Simone Sterbini (ITA)    | NP-2             |
| 47                  | Alessandro Tonelli (ITA) | e                |
| 48                  | Simone Velasco (ITA)     | e                |
| Directeur sportif : |                          |                  |

| BMC Racing BMC      | BMC Racing BMC       | BMC Racing BMC |
| ------------------- | -------------------- | -------------- |
| Num                 | Coureur              | Pos            |
| 51                  | Silvan Dillier (SUI) | e              |
| 52                  | Jempy Drucker (LUX)  | e              |
| 53                  | Floris Gerts (NED)   | e              |
| 54                  | Daniel Oss (ITA)     | e              |
| 55                  | Joey Rosskopf (USA)  | e              |
| 56                  | Samuel Sánchez (ESP) | e              |
| 57                  | Dylan Teuns (BEL)    | e              |
| 58                  | Loïc Vliegen (BEL)   | e              |
| Directeur sportif : |                      |                |

| Movistar MOV        | Movistar MOV                             | Movistar MOV |
| ------------------- | ---------------------------------------- | ------------ |
| Num                 | Coureur                                  | Pos          |
| 61                  | Winner Anacona (COL)                     | e            |
| 62                  | Carlos Barbero (ESP)                     | e            |
| 63                  | Daniele Bennati (ITA)                    | e            |
| 64                  | Héctor Carretero (ESP)                   | e            |
| 65                  | Alex Dowsett (GBR) (Contre-la-montre)    | e            |
| 66                  | Imanol Erviti (ESP)                      | e            |
| 67                  | Nélson Oliveira (POR) (Contre-la-montre) | e            |
| 68                  | Rory Sutherland (AUS)                    | e            |
| Directeur sportif : |                                          |              |

| ONE                 | ONE                    | ONE |
| ------------------- | ---------------------- | --- |
| Num                 | Coureur                | Pos |
| 71                  | Karol Domagalski (POL) | e   |
| 72                  | Kristian House (GBR)   | e   |
| 73                  | Joshua Hunt (GBR)      | e   |
| 74                  | Hayden McCormick (NZL) | e   |
| 75                  | Thomas Stewart (GBR)   | e   |
| 76                  | Steele Von Hoff (AUS)  | e   |
| 77                  | Peter Williams (GBR)   | e   |
| 78                  | Samuel Williams (GBR)  | e   |
| Directeur sportif : |                        |     |

| Dimension Data DDD  | Dimension Data DDD                | Dimension Data DDD |
| ------------------- | --------------------------------- | ------------------ |
| Num                 | Coureur                           | Pos                |
| 81                  | Mark Cavendish (GBR)              | e                  |
| 82                  | Nicolas Dougall (RSA)             | e                  |
| 83                  | Bernhard Eisel (AUT)              | e                  |
| 84                  | Ryan Gibbons (RSA)                | e                  |
| 85                  | Reinardt Janse van Rensburg (RSA) | e                  |
| 86                  | Mark Renshaw (AUS)                | e                  |
| 87                  | Jay Robert Thomson (RSA)          | e                  |
| 88                  | Scott Thwaites (GBR)              | e                  |
| Directeur sportif : |                                   |                    |

| Lotto NL-Jumbo TLJ  | Lotto NL-Jumbo TLJ              | Lotto NL-Jumbo TLJ |
| ------------------- | ------------------------------- | ------------------ |
| Num                 | Coureur                         | Pos                |
| 91                  | Dylan Groenewegen (NED) (Route) | e                  |
| 92                  | Amund Grøndahl Jansen (NOR)     | e                  |
| 93                  | Tom Leezer (NED)                | e                  |
| 94                  | Juan José Lobato (ESP)          | e                  |
| 95                  | Timo Roosen (NED)               | e                  |
| 96                  | Bram Tankink (NED)              | e                  |
| 97                  | Gijs Van Hoecke (BEL)           | e                  |
| 98                  | Maarten Wynants (BEL)           | e                  |
| Directeur sportif : |                                 |                    |

| Novo Nordisk TNN    | Novo Nordisk TNN           | Novo Nordisk TNN |
| ------------------- | -------------------------- | ---------------- |
| Num                 | Coureur                    | Pos              |
| 101                 | Edward Clancy (IRL)        | AB-3             |
| 102                 | Gerd de Keizer (NED)       | e                |
| 103                 | Joonas Henttala (FIN)      | e                |
| 104                 | David Lozano (ESP)         | e                |
| 105                 | Charles Planet (FRA)       | e                |
| 106                 | Umberto Poli (ITA)         | e                |
| 107                 | Quentin Valognes (FRA)     | e                |
| 108                 | Christopher Williams (AUS) | e                |
| Directeur sportif : |                            |                  |

| Sky SKY             | Sky SKY                  | Sky SKY |
| ------------------- | ------------------------ | ------- |
| Num                 | Coureur                  | Pos     |
| 111                 | Elia Viviani (ITA)       | e       |
| 112                 | Ian Boswell (USA)        | e       |
| 113                 | Jonathan Dibben (GBR)    | e       |
| 114                 | Tao Geoghegan Hart (GBR) | e       |
| 115                 | Michał Gołaś (POL)       | e       |
| 116                 | Christian Knees (GER)    | e       |
| 117                 | Gianni Moscon (ITA)      |         |
| 118                 |                          |         |
| Directeur sportif : |                          |         |

| Trek-Segafredo TFS  | Trek-Segafredo TFS   | Trek-Segafredo TFS |
| ------------------- | -------------------- | ------------------ |
| Num                 | Coureur              | Pos                |
| 121                 | John Degenkolb (GER) | e                  |
| 122                 | Fumiyuki Beppu (ARG) | e                  |
| 123                 | Julien Bernard (ARG) | e                  |
| 124                 | Koen de Kort (ARG)   | e                  |
| 125                 | Michael Gogl (ARG)   | e                  |
| 126                 | Markel Irizar (ARG)  | e                  |
| 127                 | Gregory Rast (SUI)   | e                  |
| 128                 | Kiel Reijnen (USA)   | e                  |
| Directeur sportif : |                      |                    |

| UAE Abu Dhabi UAD   | UAE Abu Dhabi UAD          | UAE Abu Dhabi UAD |
| ------------------- | -------------------------- | ----------------- |
| Num                 | Coureur                    | Pos               |
| 131                 | Yousif Mirza (UAE) (Route) | e                 |
| 132                 | Matteo Bono (ITA)          | e                 |
| 133                 | Simone Consonni (ITA)      | e                 |
| 134                 | Kristijan Đurasek (CHI)    | e                 |
| 135                 | Roberto Ferrari (ITA)      | e                 |
| 136                 | Sacha Modolo (ITA)         | e                 |
| 137                 | Matej Mohorič (SLO)        | e                 |
| 138                 | Jan Polanc (SLO)           | e                 |
| Directeur sportif : |                            |                   |

| Équipe nationale des Émirats arabes unis UAE | Équipe nationale des Émirats arabes unis UAE | Équipe nationale des Émirats arabes unis UAE |
| -------------------------------------------- | -------------------------------------------- | -------------------------------------------- |
| Num                                          | Coureur                                      | Pos                                          |
| 141                                          | Yousef Almansuory (UAE)                      | e                                            |
| 142                                          | Majed Albalooshi (UAE)                       | e                                            |
| 143                                          | Sultan Hanssan Alhammadi (UAE)               | e                                            |
| 144                                          | Saif Mayoof Al Kaabi (UAE)                   | e                                            |
| 145                                          | Ahmed Almansory (UAE)                        | e                                            |
| 146                                          | Jaber Almansory (UAE)                        | e                                            |
| 147                                          | Mohammed Al Murawwi (UAE)                    | e                                            |
| 148                                          | Nasser Almemari (UAE)                        | e                                            |
| Directeur sportif :                          |                                              |                                              |

| Wilier Triestina-Selle Italia WIL | Wilier Triestina-Selle Italia WIL | Wilier Triestina-Selle Italia WIL |
| --------------------------------- | --------------------------------- | --------------------------------- |
| Num                               | Coureur                           | Pos                               |
| 151                               | Jakub Mareczko (ITA)              | e                                 |
| 152                               | Rafael Andriato (BRA)             | e                                 |
| 153                               | Liam Bertazzo (ITA)               | e                                 |
| 154                               | Matteo Busato (ITA)               | e                                 |
| 155                               | Alberto Cecchin (ITA)             | e                                 |
| 156                               | Giuseppe Fonzi (ITA)              | e                                 |
| 157                               | Jacopo Mosca (ITA)                | e                                 |
| 158                               | Cristian Rodríguez (ESP)          | e                                 |
| Directeur sportif :               |                                   |                                   |